# Sepia trygonina
Sepia trygonina är en bläckfiskart som först beskrevs av Alphonse Trémeau de Rochebrune 1884.  Sepia trygonina ingår i släktet Sepia och familjen Sepiidae. IUCN kategoriserar arten globalt som livskraftig. Inga underarter finns listade i Catalogue of Life.